# Christian Callejas
Christian Callejas, vollständiger Name Christian Fabián Callejas Rodríguez, (* 17. Mai 1978 in Montevideo) ist ein ehemaliger uruguayischer Fußballspieler auf der Position eines Mittelfeldspielers.

## Karriere

### Verein
Callejas begann seine Profikarriere bei Danubio, einem Erstligaklub aus seiner Heimatstadt Montevideo. Hier stand er ab der Apertura 1995 im Kader. Bis in die Apertura 2002 sind hier insgesamt mindestens 146 Einsätze und sieben Tore Callejas für die Montevideaner verzeichnet. In dieser Zeit gewann sein Verein 2001 das Torneo Apertura und im Folgejahr das Torneo Clausura. 2002 spielte er mit Danubio in der Copa Sudamericana. Seit der Apertura 2003 stand er in Reihen von Fénix. 2005 stand er beim kurzzeitig in der uruguayischen Primera División spielenden Paysandú FC unter Vertrag und lief 31-mal in der Ersten Liga auf (sieben Tore). Der FC Lugano aus der Schweiz war der erste ausländische Verein, dem Callejas sich in der Spielzeit 2005/06 anschloss. Nach wenigen Monaten und zwölf absolvierten Partien wechselte er aber bereits zurück nach Südamerika, wo er 2006 im Kader von Racing gestanden haben soll. Die nächste Spielzeit absolvierte Callejas wieder im Ausland, diesmal bei Club Olimpia aus Paraguay, wo er im Torneo Apertura 2007 14 Spiele absolvierte (kein Tor). Anschließend wird für ihn in der Saison 2007/08 eine Station beim maltesischen Klub Sliema Wanderers geführt. Seit der Saison 2008/09 spielte er in der Profimannschaft von Hibernians Paola aus Malta. Mit dieser Mannschaft gelang ihm gleich im ersten Jahr die Meisterschaft in der Maltese Premier League. In jener und der Folgesaison kam er bei den Maltesern 47-mal zum Einsatz und erzielte fünf Tore. Sodann wechselte er zum Durazno FC, bei dem er in der Spielzeit 2010/11 unter Vertrag stand und 17-mal (zwei Tore) in der zweithöchsten uruguayischen Spielklasse eingesetzt. Auch in den beiden folgenden Saisons soll er dort noch in der Drittklassigkeit aktiv gewesen sein.

### Nationalmannschaft
Callejas nahm mit der uruguayischen U-20-Auswahl an der U-20-Südamerikameisterschaft 1997 teil und belegte mit der Mannschaft den vierten Rang. Im Verlaufe des Turniers wurde er von Trainer Víctor Púa siebenmal (ein Tor) eingesetzt. Auch nahm er an der U-20-Weltmeisterschaft jenes Jahres in Malaysia teil und wurde dort Vize-Weltmeister. In der uruguayischen U-23-Auswahl kam er beim „Torneo Preolímpico“ in Brasilien im Jahr 2000 in vier Länderspielen (kein Tor) zum Einsatz. Vom Debüt am 15. Dezember 1997 gegen die Tschechische Republik im Rahmen des FIFA-Konföderationen-Pokal 1997 bis zum letzten Einsatz am 25. Juli 2001 spielte er im Team der uruguayischen A-Nationalmannschaft. Insgesamt absolvierte er 14 A-Länderspiele (ein Tor). Sein größter Erfolg mit diesem Team war hierbei das Erreichen des 2. Platzes bei der Copa América 1999. Auch zählte er bei der Copa América 2001 zum Kader.

## Erfolge

### Nationalmannschaft
- U-20-Vize-Weltmeister: 1997
- Copa América 1999: 2. Platz

### Verein
- Meister der Maltese Premier League: 2008/09
- Torneo Apertura (Uruguay): 2001
- Torneo Clausura (Uruguay): 2002